# لوكاس سيلفا (لاعب كرة قدم مواليد 1993)
لوكاس سيلفا بورخيس (بالبرتغالية: Lucas Silva Borges‏) (من مواليد 16 فبراير 1993)، والمعروف باسم لوكاس سيلفا، لاعب كرة قدم برازيلي يلعب لنادي ريال مدريد الإسباني كلاعب خط وسط مركزي.

## مع ريال مدريد
في 22 يناير 2015 وافق الجانب الإسباني الدوري الإسباني ريال مدريد مبلغ لم يكشف عنه لسيلفا، يشاع أن تكون € 14000000 (£ 9700000). وأعلن رسميا من قبل النادي في اليوم التالي، وقعت عقدا لمدة ستة سنوات ونصف السنة.

## روابط خارجية
- لوكاس سيلفا على موقع الاتحاد الأوربي (الإنجليزية)
- لوكاس سيلفا على موقع قاعدة بيانات كرة القدم.إي يو (الإنجليزية)
- لوكاس سيلفا على موقع ليكيب (الفرنسية)
- لوكاس سيلفا على موقع Soccerway.com (الإنجليزية)
- لوكاس سيلفا على موقع عالم كرة القدم.نت (الإنجليزية)
- لوكاس سيلفا على موقع AS.com (الإسبانية)